# Morpho athena
Espèce
Morpho athena est une espèce d'insectes lépidoptères (papillons) qui appartient à la famille des nymphalidés, sous-famille des Morphinae, à la tribu des Morphini et au genre Morpho.

## Systématique
L'espèce Morpho athena a été décrite en 1966 par le lépidoptériste Luiz Soledade Otero (d) (1940-).

## Description
Morpho athena est un grand papillon blanc, aux ailes antérieures à bord externe concave, avec une bande étroite marron le long des 2/3 du bord costal des ailes antérieures se terminant en crochet, et une ligne submarginale de chevrons marron aux ailes postérieures. 
Le revers est semblable.

## Écologie et distribution
Morpho athena est présent au Brésil.

### Protection
Pas de statut de protection particulier.

## Publication originale
- (fr) L. S. Otero, 1966 : « Biologie de sept lépidoptères brésiliens du genre Morpho Fabricius, 1807 »